# 唐昌梁家大院
唐昌梁家大院位於四川省成都市郫都区唐昌鎮北正街青年巷158號，坐東朝西，始建於清咸豐十年（1860年）。現存為復合式三進四合院，中軸線佈局，依次為門樓、門廳、前廳、中廳、後廳、堂屋；中軸線兩側各有天井院數個，共有房屋八十余間，大小天井共十四個。總占地面積為4490.5平方公尺，建築面積為3703.5平方公尺。梁家大院曲徑通幽，房屋裝飾圖案多樣，雕刻精美，設計典雅、古樸，具有較高的歷史、文化和科學價值。2007年，唐昌梁家大院被成都市人民政府公佈為市級文物保護單位。2012年7月16日公佈為第八批四川省文物保護單位。